# EXPAL BRFF 1000
EXPAL BRFF 1000 – hiszpańska bomba odłamkowa wagomiaru 1000 kg wyposażona w spadochron hamujący. Bomba ma kutą głowicę i tłoczony korpus. Rolę odłamków pełni 18 000 stalowych kulek otaczających ładunek materiału wybuchowego.